# Kappa Persei
Kappa Persei (Misam, 27 Persei) é uma estrela na direção da constelação de Perseus. Possui uma ascensão reta de 03h 09m 29.63s e uma declinação de +44° 51′ 28.4″. Sua magnitude aparente é igual a 3.79. Considerando sua distância de 112 anos-luz em relação à Terra, sua magnitude absoluta é igual a −4.44. Pertence à classe espectral K0III.